# The New Yorker
The New Yorker – amerykański tygodnik społeczno-polityczny o charakterze liberalnym i szerokiej tematyce, wydawany przez Condé Nast Publications. Ukazuje się rocznie 47 numerów, z czego pięć podwójnych.
Tygodnik zadebiutował na rynku 17 lutego 1925 roku (pierwszy numer opatrzony jest datą 21 lutego), został założony przez Harolda Rossa i jego żonę Jane Grant, dziennikarkę „New York Timesa”. Jego redaktorem naczelnym jest od roku 1998 David Remnick (stan na 2021 rok), jego poprzednikami byli m.in. Tina Brown, William Shawn i Harold Ross.
„The New Yorker” jest czasopismem opiniotwórczym, na jego łamach można przeczytać ambitne reportaże i komentarze dotyczące głównie życia społecznego i kulturalnego oraz politycznego, ale i na temat kultury popularnej. Poświęca się w nim także uwagę literaturze współczesnej: publikowane są opowiadania oraz recenzje literackie. Znane są także rysunki satyryczne z „New Yorkera”, różnych autorów, rozmieszczane w rozmaitych miejscach w każdym numerze. Choć w recenzjach i zapowiedziach wydarzeń skupia się przeważnie na życiu kulturalnym Nowego Jorku, znajduje również licznych odbiorców i poza nim.
W czasopiśmie publikowali m.in. Ann Beattie, Katherine Boo, John Cheever, Alice Munro, Haruki Murakami, Truman Capote, Vladimir Nabokov, John O’Hara, Philip Roth, J.D. Salinger, Irwin Shaw, John Updike, E.B. White, Colson Whitehead i Richard Yates. W latach 1978–1984 w „The New Yorkerze” publikował również Stanisław Lem.